# Hemithyrsocera amplectens
Hemithyrsocera amplectens är en kackerlacksart som först beskrevs av Walker, F. 1868.  Hemithyrsocera amplectens ingår i släktet Hemithyrsocera och familjen småkackerlackor. Inga underarter finns listade i Catalogue of Life.